# Kamienica przy ulicy Brackiej 15 w Krakowie
Kamienica przy ulicy Brackiej 15 – zabytkowa kamienica znajdująca się w Krakowie, w dzielnicy I przy ulicy Brackiej, na Starym Mieście.

## Historia
Kamienica została wzniesiona na przełomie XV i XVI wieku przez rodzinę Ligęzów. Później należała do rodziny Jordanów i rodzin mieszczańskich. W XVIII wieku i w 1815 była przebudowywana. Kamienica spłonęła podczas wielkiego pożaru Krakowa w 1850. Odbudowana została w 1851, otrzymując współczesną formę z bogato zdobioną, neorokokową fasadą. W 1933 została odremontowana. Od 1992 budynek jest siedzibą Krakowskiej Izby Turystyki.
20 czerwca 1967 kamienica została wpisana do rejestru zabytków. Znajduje się także w gminnej ewidencji zabytków.

## Architektura
Kamienica ma trzy kondygnacje. Fasada jest dwuosiowa, o bogatym neorokokowym wystroju. W drugiej osi parteru znajduje się półkoliście zwieńczony portal. Okna ozdobione są obramieniami z kluczami, ujęte prostokątnymi półkolumnami i zwieńczone gzymsami. Dodatkowo półkolumny obok okien pierwszego piętra mają u nasady konsole ze sterczynami. Budynek wieńczy gzyms koronujący, pod którym, w środkowej części elewacji znajduje się maszkaron przedstawiający głowę lwa.